# Rosskopf (Karnské Alpy)
Rosskopf je hora o nadmořské výšce 2603 m n. m. v hlavním hřebeni Karnských Alp ve Východním Tyrolsku. Hora, která je protáhlá od západu k východu, se na všech stranách svažuje dolů a má členité a strmé stěny. Na západním úpatí se nachází chata Obstanserseehütte u jezera Obstanser See. Na východním úpatí se nachází sedlo Rosskopftörl. Na zřídka navštěvovaném vrcholu stojí vrcholový kříž.